# Paratrichius alboguttatus
Paratrichius alboguttatus är en skalbaggsart som beskrevs av Moser 1905. Paratrichius alboguttatus ingår i släktet Paratrichius och familjen Cetoniidae. Inga underarter finns listade i Catalogue of Life.